# 招顯聰
招顯聰（英語：Billy Chiu；1985年6月18日—），香港民間社運人士，持反中立場，曾是香港獨立運動，社會民主連線前成員和「我哋係香港人，唔係中國人。」前發言人，因為與另一發起人陳梓進的想法相違背而退出，後來另起爐灶，先後成立了香港人優先、香港人主場及歸英獨立聯盟，提倡香港再次成為英國殖民地，然後請求英國批准香港獨立建國。

## 生平
招顯聰生於香港，曾經在尖沙咀的酒吧當酒保，因為在一次集會期間涉嫌搶奪警察配槍而被辭退，現時報稱無業。

## 政治立場
招顯聰持鮮明的反中立場，並且支持香港獨立運動。招顯聰自稱為香港人，而非中國人，支持香港獨立，並且認為香港獨立後，毋須再依靠中國大陸供應糧食，香港人可以種菜養禽畜自給自足，經濟上亦不再依賴旅遊和金融業，重新發展輕工業，其言論被指想法幼稚。
部分香港報章標籤他為「鼓吹香港獨立」、「煽動弱勢社群搞亂香港」。

## 社会運動
2009年，招顯聰為社會民主連線普通黨員。2012年，張漢賢邀請招顯聰加入臉書組織「我哋係香港人，唔係中國人」成為行動組組長，帶領組織走向激進民主派。
2013年，招顯聰與張漢賢及陳柏豪另外在facebook創立組織「香港人優先」及「香港人主場」，並擔任的發言人。
2014年，加入民間電台主持節目《香港人優先》，節目後來改名為港藏同心。
2016年6月26日，招顯聰成立組織「香港歸英獨立聯盟」，並且舉行記者會，宣布計劃參選2016年香港立法會選舉，提出恢復英國主權作過渡，先歸英後獨立，並且尋求港人捐款。
2016年6月27日，招顯聰離開「歸英獨立聯盟」，組織人員宣稱主要原因是招顯聰與其他成員的見解不同，他也不會代表「歸英獨立聯盟」出選立法會。

## 街頭遇襲
2013年2月，招顯聰在香港電台電視部門外被愛護香港力量的支持者推倒受傷送院。不過「愛港力」表示當時只是包圍招顯聰。
2014年6月19日，招顯聰在擅闖駐港解放軍軍營一案宣布裁決前於東區裁判法院門外喊港獨口號，被一名持不同立場男子陳岳賢喝罵，更連續掌摑招顯聰兩次至跌倒地上。

## 被拘捕
2010年12月，招顯聰、姜靈彰在參與要求釋放趙連海的遊行中觸犯「擾亂公共安寧」罪名。
2013年8月，招顯聰在旺角集會撐林慧思被警方指企圖搶槍，遭多名警員先按在地上，再合力抬走，期間招顯聰多次高呼「我冇搶槍」，又稱「警察屈人」，事後警方指是「一場誤會」將他釋放。
2013年8月，招顯聰在特首梁振英未到會場已被6名警察手拉手圍住。招顯聰多次表示當日並無衝擊警察防線，沒有越過封線，亦沒有越過鐵馬，但當日警方指他「兩次闖過鐵馬，及力圖反抗」。
2014年10月17日，据「愛港行動」微博消息，招显聪当日早晨因襲擊一海外記者，在旺角被警方拘捕。

## 闖入駐港解放軍中環軍營
2013年12月26日，招顯聰受張漢賢指導衝入中環屬於軍事禁區的駐港解放軍中環軍營被捕。部分人要求严惩擅闯军营者。
2014年1月1日，中區重案組在香港島西灣河拘捕招顯聰，及下午在長洲拘捕張漢賢，他們涉嫌擅自闖入位於中環军营的解放军驻港部队总部，觸犯《公安條例》（第245章）第38條，在無許可證情況下進入香港驻军禁区。「香港人優先」四名成員被捕，但他們在社交網站Facebook發表：「此仇我一定千倍奉還」。
2014年6月19日，4名港人擅闖解放军驻港部队军营案在東區裁判法院宣判，帶頭闖军营的「香港人優先」成員招顯聰罪名成立。裁判官指解放军持槍，三名被告未有顧及自身安危是非常不智，但考慮他們只為表達意見，並無作出破壞，被判入獄2星期、緩刑12個月，兩認罪的被告各被判罰款2千元。同日，招顯聰與一名支持者在進入法院前喊港獨口號，被一名中年男性兩掌擊倒在地，在場警员立即拘捕施袭者，有傳聞這位施袭者是退休警署警长，警方列為普通襲擊案處理。招顯聰表示沒想到法院輕判，但仍會上訴。

## 新界東北案
2014年6月反新界東北撥款示威期間，包括招顯聰在內的13名示威者以竹枝及雨傘撬開立法會綜合大樓大門、阻礙關門等被捕。
2016年2月19日，他被裁定參與非法集結罪成立，被判120小時社會服務令，後來律政司不滿刑期過輕，向高等法院上訴法庭申請覆核刑期。
2017年8月15日，法庭裁定律政司覆核刑期得直，招顯聰被改判入獄13個月。他涉藐視法庭，拒絕出庭現訊，後在紅磡被拘捕。

## 悼念恐怖分子言論
2014年3月3日，招显聪在新浪微博上发表“为昆明四位牺牲的义士默哀”的言论，悼念在昆明火車站砍人案中，被中华人民共和国政府及美国政府定性为恐怖分子的恐怖袭击者。受到网民的猛烈批评，直指他发表「反人类言论」。该条微博后被删除，但随后其又上载一张恐怖分子的照片并发表“蜡烛”表情。

### 被警方追討17萬賠償
2014年10月中，香港警察突擊清理雨傘運動旺角佔領區，其間招顯聰被指襲警、拒捕及阻差辦公，傷及四名警員，其中一人右胸壁及右肩鎖關節等受傷，申領了136天病假，喪失1.5%工作能力。警方事後向四名警員合共賠償逾17萬元僱員補償金，律政司昨入稟區域法院，向招顯聰提出申索，要求賠償涉案款項。招曾於2015年被裁定拒捕及阻差辦公罪成，襲警罪脫，判囚四星期。

## 外部連結
- . Wordpress.   [2013-08-20]. （原始内容存档于2016-03-27）.

| 前任： 陳梓進 | 我哋係香港人，唔係中國人。發言人 2013年3月1日－ | 現任 |
| 新頭銜        | 香港人優先發言人 2013年3月1日－                 | 現任 |
| 新頭銜        | 香港人主場發言人 2013年3月1日－                 | 現任 |